# Music to Driveby
Music to Driveby è il terzo album dei Compton's Most Wanted, pubblicato il 29 settembre 1992.

## Il disco
Music to Driveby si presenta come uno dei principali album del nascente gangsta rap dei primi anni novanta (genere all'epoca subentrato al Golden age hip hop) insieme a Straight Outta Compton degli N.W.A., con il quale condivide tematiche simili. L'album inoltre contiene il singolo Hood Took Me Under, considerato da molti come uno dei brani più celebri dei Compton's Most Wanted, nonché un classico nell'ambito della musica hip hop, tra l'altro incluso all'interno del videogioco Grand Theft Auto: San Andreas nella fantomatica stazione Radio Los Santos. Nel disco è contenuto anche un diss nei confronti del rapper Tim Dog, intitolato Who's Fucking Who?.

## Tracce
1. Intro
2. Hit the Floor
3. Hood Took Me Under
4. Jack Mode
5. Compton 4 Life
6. 8 Iz Enough
7. Duck Sick II
8. Dead Nigga Tell No Lies
9. N 2 Deep (feat. Scarface)
10. Who's Fucking Who?
11. This Is a Gang
12. Hoodrat
13. Niggaz Strugglin
14. I Gots to Get Over
15. U's a Bitch
16. Another Victim
17. Def Wish II
18. Music to Driveby